# レ・タラン・リリク
レ・タラン・リリク（フランス語: Les Talens Lyriques）は、フランス・パリに本拠地がある古楽器オーケストラおよび合唱団である。

## 概要
1991年にクリストフ・ルセにより設立。名称はジャン＝フィリップ・ラモーの歌劇『エベの祭典』の副題（オペラの才人）にちなんでいる。レパートリーは17、18世紀のフランス音楽・イタリア音楽を中心に、モンテヴェルディからヘンデルのほか、モーツァルトまで及ぶ。
主なレコーディングとして、レオナルド・レオの宗教曲集やペルゴレージ「スターバト・マーテル」、モーツァルトの歌劇「ポントの王ミトリダーテ」などがある。